# 주세페 카사리
주세페 카사리(이탈리아어: Giuseppe Casari dʒuˈzɛppe kaˈzaːri[*]; 1922년 4월 10일~ 2013년 11월 12일)는 이탈리아의 축구 선수로, 현역 시절 골키퍼로 활약했다.

## 경력
베르가모 도 마르티넨고에서 유년 시절을 보낸 카사리는 인근 아탈란타 소속으로 1944년 지역 리그에서 신고식을 치렀고, 세리에 A에 이듬해 출전했다. 1948년, 그는 주전 수문장으로 런던 올림픽에 이탈리아 선수단 일원으로 참가했다. 그러나, 그는 미국과의 경기에서 무실점으로 틀어막았지만, 덴마크를 상대로 5실점을 당했다. 그는 1950년 월드컵에도 센티멘티 4호의 후보로 참가했으나, 파라과이와의 경기에서는 주세페 모로가 대신 출전했다. 1950년 월드컵이 끝나고, 그는 나폴리로 이적해 국가대표팀 경기에 4경기를 더 출전했지만, 주전 국가대표팀 수문장으로 도약하지 못했다.(이탈리아 국가대표팀에 약 15년 동안 12명의 골키퍼가 차출되었다.) 그는 1956년에 파도바에서의 3년 후에 은퇴했다.

## 경기 방식
카사리는 위압감을 주는 체격과 민첩성을 지닌 골키퍼로, 자신의 신체적 장점으로 골키퍼로서 두각을 나타냈다. 그는 지도자적 역량과 올곧은 성향으로 "선한 거인"(il gigante buono)이라는 별칭이 붙었다.